# Долмен
Долмен (келт.tol:стол и men:камен) је праисторијски мегалитски гроб, изграђен од усправних камених блокова и наткриван каменом плочом.
Покојници су у њима сахрањивани у чучећем положају, са обилним гробним прилозима. 
У Европи их има у Француској, Енглеској, Ирској, на Пиринејском полуострву, у Данској, Шведској и северној Немачкој. Потичу из неолита и бронзаног доба.